# ㅜ
ㅜ là một nguyên âm của tiếng Triều Tiên. Unicode của ㅜ là U+315C. Khi chuyển tự Hangeul sang Romaja nó tương ứng với chữ "U".